# Reee
Reee  (originele titel Earthchild) is een sciencefictionroman van de Amerikaanse schrijfster Doris Piserchia. Ze beschrijft het opgroeien van een meisje op een sterk veranderde Aarde. 
De oorspronkelijke bundel werd rond 1977 uitgegeven door Daw Books in New York. In Nederland werd de roman in 1978 uitgegeven door Uitgeverij Het Spectrum in de serie Prisma Pockets (catalogusnummer 1841; kostprijs 6,90 NLG). 
Reee, een jong meisje, woont met haar moeder op een grotendeels onbewoonde Aarde. Alle mensen hebben die planeet ingeruild voor Mars omdat op de Aarde niet meer te leven viel door een grote laag troep die over de planeet verspreid was. Ze verliest al op vierjarige leeftijd haar moeder en moet het zien te rooien in een vijandige wereld. Bovendien zoeken de mensen vanuit Mars nog steeds naar overlevenden op Aarde om ze alsnog naar Mars te halen als ook de vervuilende laag te doorbreken. Reee wordt ondersteund en tegengewerkt door Emeroo en Indigo. Ze wordt uiteindelijk toch naar Mars gedeporteerd, alwaar ze erachter komt dat de mensheid daar niet kan leven; de bewoners willen het liefst terug naar Aarde. Het eindigt dat alle mensen terugkeren naar Aarde en Reee verder leeft op Mars voordat ze besluit naar Jupiter te vertrekken. Ze wordt daar als God aanbeden, maar komt mede door de nog aanwezige Egyptische piramides erachter dat ze zich weer op Aarde bevindt. Het eindigt met een opkomende verliefdheid van Reee.     
Voor zover bekend werd van deze schrijfster alleen nog Jade van de sterren in het Nederlands vertaald. Piserchia hield in 1983 op met schrijven; ze moest haar 3,5 jaar oude kleinkind opvoeden, nadat haar dochter was overleden. Ze overleed in 2021.